# アリックス・ド・フランス (1150-1195)
アリックス・ド・フランス （Alix de France, 1150年 - 1195年）は、フランス王女。アデライード・ド・フランス（Adélaïde de France）、またはアエリス・ド・ブロワ（Aélis de Blois）とも呼ばれた。フランス王ルイ7世と最初の王妃アリエノール・ダキテーヌの次女である。同母姉にマリー、異母弟妹にマルグリット、アニェス、フィリップ2世がいる。また、異母妹の1人であるアデルとしばしば混同される。
一方、母が再婚相手のイングランド王ヘンリー2世との間に産んだウィリアム、若ヘンリー王、マティルダ、リチャード1世、ジェフリー、エレノア、ジョーン、ジョンらは異父弟妹に当たる。

## 生涯
1150年に生まれた頃には両親の仲は悪化しており、母は息子が生まれないことを責められ、第2回十字軍の失敗の原因を作ったと責任も追及され、フランス国民からの非難を浴びていた。1152年に両親が離婚した時、姉マリーと共に親権は父の物になった。
1160年に父はアデル・ド・シャンパーニュと再婚し、アリエノールとの間にもうけたマリーとアリックスの娘2人をアデルの兄2人（シャンパーニュ伯アンリ1世、ブロワ伯ティボー5世）に縁付かせることを約束した。
婚約から4年後の1164年、マリー・アリックスとアンリ1世・ティボー5世の二重結婚が行われた。結婚後は姉と共に母のいるポワティエへ行き再会を果たし、母の文学的事業を引き継いだという。
ティボー5世は第3回十字軍に参加し、アッコ包囲戦の最中に戦死した。アリックスは夫の不在時に伯の権力を行使した。

## 子女
ティボー5世との間に7人の子をもうけた。
- ティボー（? - 1187年） - 夭折
- ルイ1世（1172年 - 1205年） - ブロワ伯
- アンリ（? - 1185年） - 夭折
- フィリップ（? - 1202年） - 夭折
- マルグリット（1170年 - 1230年） - ブロワ女伯。ルクセンブルク伯・ブルゴーニュ伯オトン1世と結婚。
- アデライード（生没年不詳） - 1190年、フォントヴロー修道院院長となる
- イザベル（1180年 - 1247年/1248年） - シャルトルおよびロモランタン女伯。シュルピス3世・ダンボワーズと結婚、ジャン2世・ド・モンミライユと再婚。